# Encefalopatia
Una encefalopatia és una malaltia de l'encèfal. El terme va ser encunyat per Louis Tanquerel des Planches al segle xix a partir de les arrels gregues: enkephalos («cervell»), i pathos («patiment»).
Designa tota afecció encefàlica d'origen tòxic, degeneratiu o metabòlic, per exemple l'encefalopatia hepàtica o l'encefalopatia espongiforme bovina amb prions com les de les vaques boges, la qual pot pasar d'animals a humans.

## Símptomes
L'encefalopatia pot manifestar diferents símptomes: cefalea, confusió, bradipsíquia, somnolència, problemes de la consciència.

## Formes clíniques
- Encefalopatia de Wernicke
- Síndrome de Korsakoff
- Malaltia de Marchiafava-Bignami
- Leucoencefalopaties (Leucoencefalopatia multifocal progressiva)
- Encefalopatia mitocondrial
- Encefalopatia hipertensiva
- Encefalopaties infeccioses
- Leucoaraiosi, forma degenerativa d'origen vascular.
- CADASIL, malaltia genètica.
- Encefalopatia traumàtica crònica: malaltia degenerativa progressiva associada a traumatisme cranials múltiples i altres tipus de lesions cerebrals.
- Encefalopaties espongiformes transmissibles